# 遠信坊

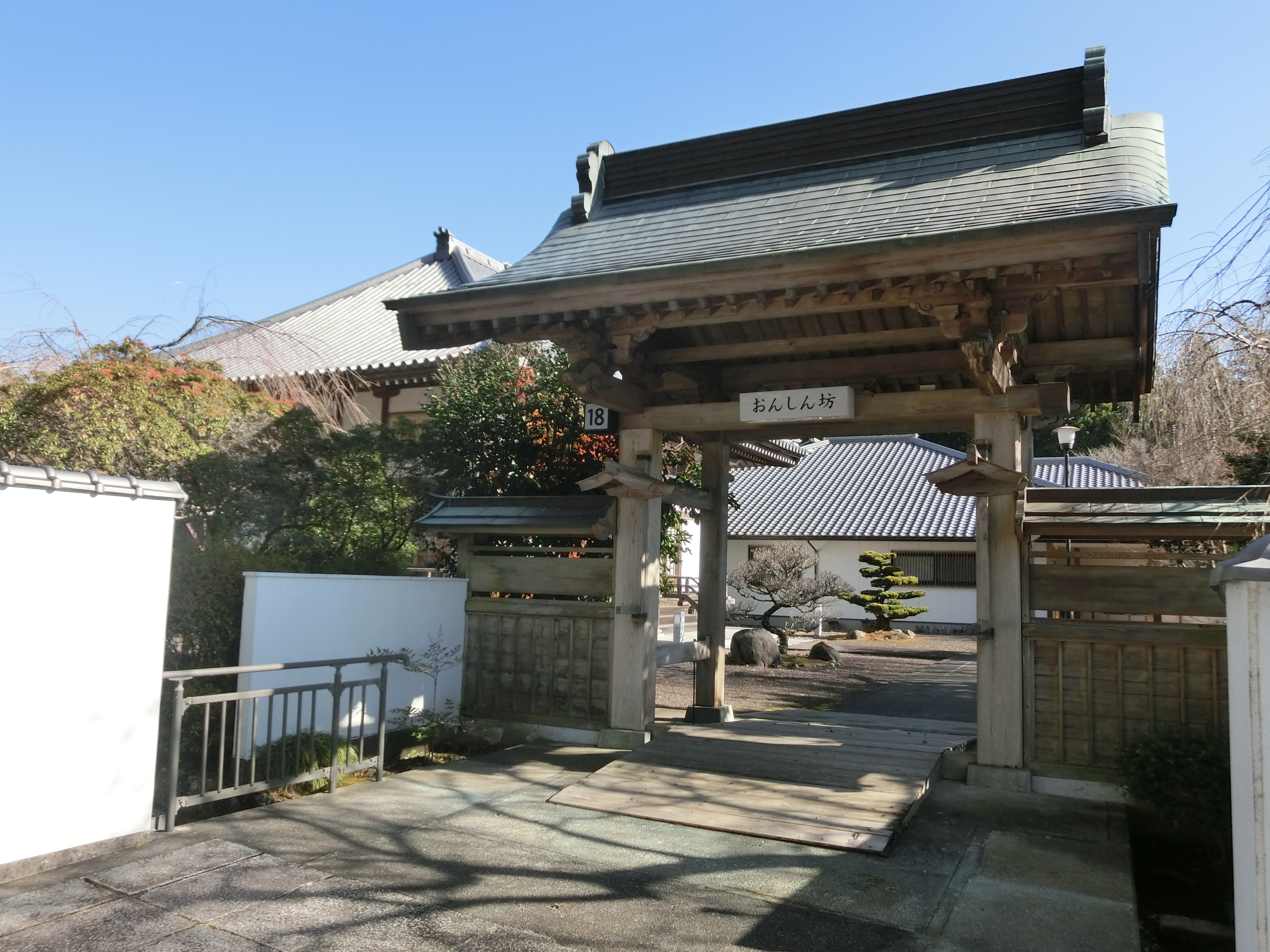
遠信坊

遠信坊（おんしんぼう）は、静岡県富士宮市上条の寺院、日蓮正宗総本山大石寺の塔中坊の一つ。東塔中にある。

## 歴史
- 元禄13年（1700年） - 遠信坊日具を開基として建立される。
- 元文2年（1737年） - 円入坊日勝により中興される。
- 安永5年（1776年） - 大石寺第36世日堅が居住する。
- 文化4年8月19日（1807年9月20日） - 44世日宣が居住する。
- 安政7年2月25日（1860年3月17日） - 火災により焼失する。
- 文久元年（1861年） - 再興される。
- 文久2年（1862年） - 島津斉彬の娘・篤姫の帰依により、51世日英が大石寺塔中遠信坊を再々興する。
- 昭和38年（1963年）3月1日 - 第66世日達により再度建立され、旧本堂新築落成入仏式が行われる。
- 平成19年（2007年）10月24日 - 立正安国論正義顕揚750年記念局・総本山総合整備事業の一環として改築される。第68世日如の大導師により、新築落慶法要が行われる。現本堂には旧本堂に安置されていた日達書写の本尊が安置されている。